# Dahme, Teltow-Fläming

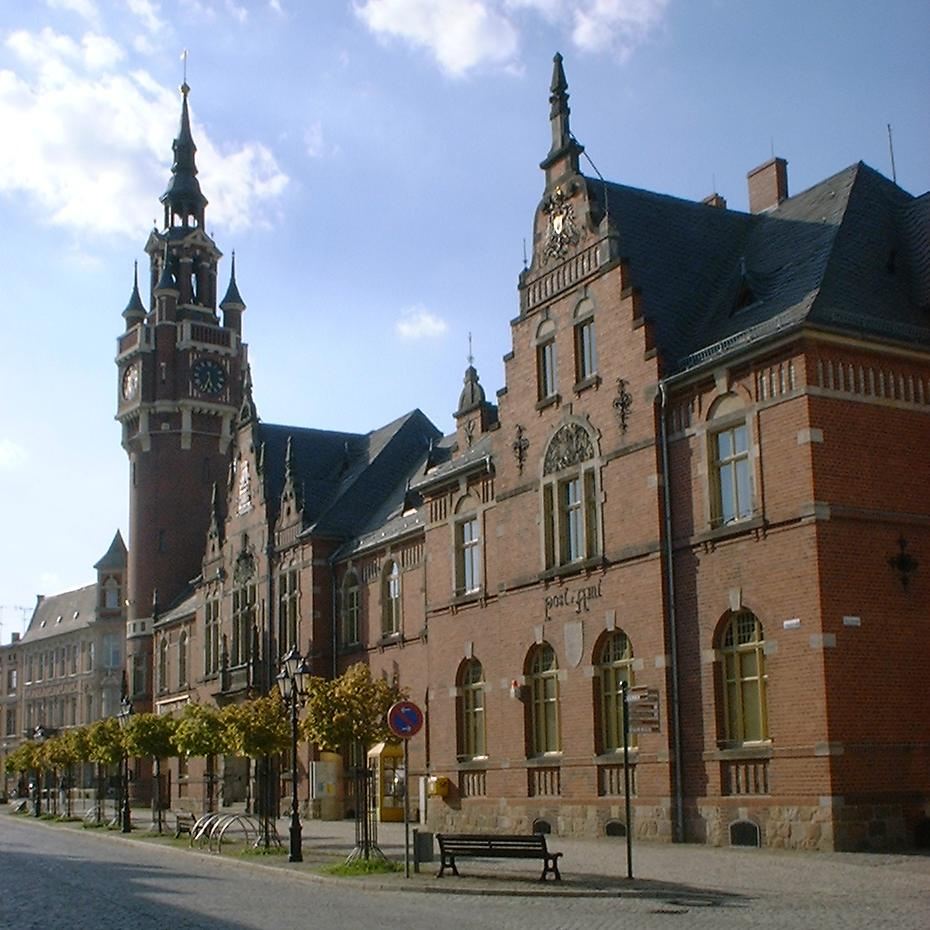
Tòa thị chính và Bưu điện

Dahme (cũng viết: Dahme/Mark) là một thị xã ở huyện Teltow-Fläming của bang Brandenburg, Đức. Đô thị Dahme, Teltow-Flaming có diện tích 162,02 km², dân số thời điểm 31 tháng 12 năm 2006 là 5678 người. Đô thị này nằm bên sông Dahme, 30 km về phía đông nam Luckenwalde, và 38 km về phía tây Lübbenau.